# Tournoi de clôture du championnat du Guatemala de football 2005
Navigation
Saison précédente Saison suivante
Le Tournoi Clausura 2005 est le douzième tournoi saisonnier disputé au Guatemala.
C'est cependant la 59e fois que le titre de champion du Guatemala est remis en jeu.
Lors de ce tournoi, le CSD Municipal a conservé son titre de champion du Guatemala face aux neuf meilleurs clubs guatémaltèques.
Chacun des dix clubs participant était confronté deux fois aux neuf autres équipes. Puis les six meilleurs se sont affrontés lors d'une phase finale à la fin du tournoi.
Seulement deux places étaient qualificatives pour la Copa Interclubes UNCAF.

## Les 10 clubs participants
| \| Guatemala: Aurora FC CSD Comunicaciones CSD Municipal Antigua GFC Guatemala Cobán Imperial Guatemala CD Heredia CD Jalapa Deportivo Marquense Guatemala Deportivo Suchitepéquez Xelaju MC \| Localisation des clubs. |
| Guatemala: Aurora FC CSD Comunicaciones CSD Municipal Antigua GFC Guatemala Cobán Imperial Guatemala CD Heredia CD Jalapa Deportivo Marquense Guatemala Deportivo Suchitepéquez Xelaju MC                               |

Ce tableau présente les dix équipes qualifiées pour disputer le championnat 2004-2005. On y trouve le nom des clubs, le nom des stades dans lesquels ils évoluent ainsi que la capacité et la localisation de ces derniers.
| Club                    | Stade                         | Capacité | Ville             |
| Antigua GFC             | Stade Pensativo               | 10 000   | Antigua Guatemala |
| Aurora FC               | Stade de l'Ejército           | 13 300   | Guatemala City    |
| Cobán Imperial          | Stade Verapaz                 | 15 000   | Cobán             |
| CSD Comunicaciones      | Stade Mateo Flores            | 30 000   | Guatemala City    |
| CD Heredia              | Stade Julián Tesucún          | 8 000    | San José          |
| CD Jalapa               | Stade Las Flores              | 15 000   | Jalapa            |
| Deportivo Marquense     | Stade Marquesa de la Ensenada | 10 000   | San Marcos        |
| CSD Municipal           | Stade Mateo Flores            | 30 000   | Guatemala City    |
| Deportivo Suchitepéquez | Stade Carlos Salazar Hijo     | 12 000   | Mazatenango       |
| Xelaju MC               | Stade Mario Camposeco         | 11 000   | Quetzaltenango    |

## Compétition
Le tournoi Clausura se déroule de la même façon que les tournois saisonniers précédents, en deux phases :
- La phase de qualification : les dix-huit journées de championnat.
- La phase finale : les matchs aller-retour allant des quarts de finale à la finale.

### Phase de qualification
Lors de la phase de qualification les dix équipes affrontent à deux reprises les neuf autres équipes selon un calendrier tiré aléatoirement.
Les deux meilleures équipes sont qualifiées directement pour les demi-finales et les quatre suivantes pour les quarts de finale.
Le classement est établi sur le barème de points classique (victoire à 3 points, match nul à 1, défaite à 0).
Le départage final se fait selon les critères suivants :
- Le nombre de points.
- La différence de buts générale.
- Le nombre de buts marqué.

#### Classement
| Rang | Équipe                    | Pts | J  | G  | N | P  | Bp | Bc | Diff |
| ---- | ------------------------- | --- | -- | -- | - | -- | -- | -- | ---- |
| 1    | CSD Municipal T           | 39  | 18 | 11 | 6 | 1  | 35 | 16 | +19  |
| 2    | Deportivo Suchitepéquez P | 32  | 18 | 10 | 2 | 6  | 27 | 19 | +8   |
| 3    | Xelaju MC                 | 30  | 18 | 8  | 6 | 4  | 27 | 17 | +10  |
| 4    | CSD Comunicaciones        | 30  | 18 | 8  | 6 | 4  | 29 | 20 | +9   |
| 5    | Antigua GFC               | 25  | 18 | 7  | 4 | 7  | 20 | 23 | -3   |
| 6    | Cobán Imperial            | 21  | 18 | 5  | 6 | 7  | 17 | 22 | -5   |
| 7    | CD Heredia P              | 20  | 18 | 5  | 5 | 8  | 27 | 32 | -5   |
| 8    | CD Jalapa                 | 18  | 18 | 5  | 3 | 10 | 18 | 26 | -8   |
| 9    | Aurora FC                 | 18  | 18 | 5  | 3 | 10 | 20 | 33 | -13  |
| 10   | Deportivo Marquense       | 14  | 18 | 3  | 5 | 10 | 18 | 30 | -12  |

| Légende : Qualifications et relégations | Légende : Qualifications et relégations          |
| --------------------------------------- | ------------------------------------------------ |
|                                         | Qualifié pour les demi-finales                   |
|                                         | Qualifié pour les quarts de finale               |
|                                         | T Tenant du titre P Promu de la saison 2003-2004 |

#### Matchs
| Résultats (▼dom., ►ext.)                                   | Ant | Aur | Cob | Com | Her | Jal | Mar | Mun | Suc | Xel |
| Antigua GFC                                                |     | 2-0 | 1-0 | 1-2 | 2-1 | 1-0 | 2-0 | 0-0 | 0-1 | 1-1 |
| Aurora FC                                                  | 2-2 |     | 4-0 | 1-3 | 2-1 | 1-0 | 1-1 | 0-1 | 1-0 | 1-0 |
| Cobán Imperial                                             | 2-0 | 0-0 |     | 0-0 | 1-0 | 1-1 | 1-1 | 1-3 | 1-0 | 1-1 |
| CSD Comunicaciones                                         | 2-0 | 3-1 | 1-1 |     | 2-0 | 2-2 | 4-1 | 1-2 | 0-2 | 0-0 |
| CD Heredia                                                 | 1-1 | 5-1 | 2-1 | 2-2 |     | 3-0 | 2-2 | 1-1 | 2-1 | 3-1 |
| CD Jalapa                                                  | 0-2 | 1-0 | 0-1 | 1-2 | 3-0 |     | 0-2 | 2-3 | 1-0 | 1-0 |
| Deportivo Marquense                                        | 1-2 | 2-1 | 0-4 | 0-2 | 1-1 | 3-0 |     | 2-2 | 1-2 | 0-1 |
| CSD Municipal                                              | 5-2 | 2-0 | 4-0 | 2-1 | 3-0 | 1-1 | 2-1 |     | 1-1 | 1-1 |
| Deportivo Suchitepéquez                                    | 2-0 | 6-4 | 1-0 | 3-1 | 3-2 | 1-3 | 1-0 | 1-2 |     | 2-0 |
| Xelaju MC                                                  | 3-1 | 4-0 | 3-2 | 1-1 | 5-1 | 3-2 | 2-0 | 1-0 | 0-0 |     |
| - Victoire à domicile - Match nul - Victoire à l'extérieur |     |     |     |     |     |     |     |     |     |     |

### Classement cumulatif
| Rang | Équipe                    | Pts | J  | G  | N  | P  | Bp | Bc | Diff |
| ---- | ------------------------- | --- | -- | -- | -- | -- | -- | -- | ---- |
| 1    | CSD Municipal C           | 70  | 36 | 20 | 10 | 6  | 73 | 38 | +35  |
| 2    | CSD Comunicaciones        | 61  | 36 | 17 | 10 | 9  | 63 | 40 | +23  |
| 3    | Deportivo Suchitepéquez P | 61  | 36 | 18 | 7  | 11 | 59 | 49 | +10  |
| 4    | Xelaju MC                 | 56  | 36 | 14 | 14 | 8  | 48 | 39 | +9   |
| 5    | Deportivo Marquense       | 44  | 36 | 12 | 8  | 16 | 51 | 55 | -4   |
| 6    | Cobán Imperial            | 44  | 36 | 12 | 8  | 16 | 42 | 51 | -9   |
| 7    | Antigua GFC               | 44  | 36 | 13 | 5  | 18 | 40 | 52 | -12  |
| 8    | CD Heredia P              | 43  | 36 | 10 | 13 | 13 | 53 | 61 | -8   |
| 9    | CD Jalapa                 | 41  | 36 | 12 | 5  | 19 | 52 | 66 | -14  |
| 10   | Aurora FC                 | 32  | 36 | 8  | 8  | 20 | 38 | 68 | -30  |

| Légende : Qualifications et relégations | Légende : Qualifications et relégations                                   |
| --------------------------------------- | ------------------------------------------------------------------------- |
|                                         | Copa Interclubes UNCAF 2005 (en) (1er Tour)                               |
|                                         | Qualifié pour les barrages de promotion/relégation                        |
|                                         | Relégué en Primera División de Guatemala                                  |
|                                         | C Vainqueur des deux tournois de la saison P Promu de la saison 2003-2004 |

### Barrages de promotion/relégation
Les huitième et neuvième du championnat affrontent respectivement les troisième et deuxième de la Primera División de Guatemala. En cas d'égalité sur la somme des deux matchs, une prolongation et une séance de tirs au but ont éventuellement lieu.
| Club       | Aller | Retour | Club                | Commentaire |
| CD Heredia | 3-2   | 3-1    | Deportivo Xinabajul |             |
| CD Jalapa  | 1-1   | 1-0    | Universidad SC      |             |

### La phase finale
Les six équipes qualifiées sont réparties dans le tableau final d'après leur classement général, le premier affrontant lors des demi-finales le vainqueur du quart opposant le quatrième au cinquième et le deuxième affrontant le vainqueur du quart opposant le troisième au sixième.
En cas d'égalité sur la somme des deux matchs, c'est l'équipe étant la mieux classé lors de la compétition régulière qui l'emporte à l'exception de la finale où une prolongation puis une séance de tirs au but ont éventuellement lieu.

#### Tableau
|  |                    |                         |                         |               |               |     |   |            |            |            |            |               |     |   |        |        |        |        |        |  |  |
|  | 1/4 de finale      | 1/4 de finale           | 1/4 de finale           | 1/4 de finale | 1/4 de finale |     |   | 1/2 finale | 1/2 finale | 1/2 finale | 1/2 finale | 1/2 finale    |     |   | Finale | Finale | Finale | Finale | Finale |  |  |
|  |                    |                         |                         |               |               |     |   |            |            |            |            |               |     |   |        |        |        |        |        |  |  |
|  |                    |                         |                         |               |               |     |   |            |            |            |            |               |     |   |        |        |        |        |        |  |  |
|  |                    |                         |                         |               |               |     |   |            |            |            |            |               |     |   |        |        |        |        |        |  |  |
|  |                    |                         |                         |               |               |     |   |            |            |            |            |               |     |   |        |        |        |        |        |  |  |
|  |                    |                         |                         |               |               |     |   |            |            |            |            |               |     |   |        |        |        |        |        |  |  |
|  | CSD Municipal      | (1)                     | 2                       | 3             |               |     |   |            |            |            |            |               |     |   |        |        |        |        |        |  |  |
|  | CSD Municipal      | (1)                     | 2                       | 3             |               |     |   |            |            |            |            |               |     |   |        |        |        |        |        |  |  |
|  |                    |                         | CSD Comunicaciones      | (4)           | 1             | 1   |   |            |            |            |            |               |     |   |        |        |        |        |        |  |  |
|  | CSD Comunicaciones | (4)                     | CSD Comunicaciones      | (4)           | 1             | 1   | 1 | 1          |            |            |            |               |     |   |        |        |        |        |        |  |  |
|  | CSD Comunicaciones | (4)                     |                         |               |               |     |   |            |            |            |            |               |     |   |        |        |        |        |        |  |  |
|  | Antigua GFC        | (5)                     | 1                       | 0             |               |     |   |            |            |            |            |               |     |   |        |        |        |        |        |  |  |
|  | Antigua GFC        | (5)                     | 1                       | 0             |               |     |   |            |            |            |            | CSD Municipal | (1) | 1 | 4      |        |        |        |        |  |  |
|  |                    |                         |                         |               |               |     |   |            |            |            |            | CSD Municipal | (1) | 1 | 4      |        |        |        |        |  |  |
|  |                    | Deportivo Suchitepéquez | (2)                     | 0             | 2             |     |   |            |            |            |            |               |     |   |        |        |        |        |        |  |  |
|  | Xelaju MC          | Deportivo Suchitepéquez | (2)                     | 0             | 2             | (3) | 0 | 2          |            |            |            |               |     |   |        |        |        |        |        |  |  |
|  | Xelaju MC          |                         |                         |               |               |     | 0 | 2          |            |            |            |               |     |   |        |        |        |        |        |  |  |
|  | Cobán Imperial     | (6)                     | 0                       | 1             |               |     |   |            |            |            |            |               |     |   |        |        |        |        |        |  |  |
|  | Cobán Imperial     | (6)                     | 0                       | 1             | Xelaju MC     | (3) | 1 | 2          |            |            |            |               |     |   |        |        |        |        |        |  |  |
|  |                    |                         |                         |               |               | (3) | 1 | 2          |            |            |            |               |     |   |        |        |        |        |        |  |  |
|  |                    |                         | Deportivo Suchitepéquez | (2)           | 0             | 3   |   |            |            |            |            |               |     |   |        |        |        |        |        |  |  |
|  |                    |                         |                         |               |               | 3   |   |            |            |            |            |               |     |   |        |        |        |        |        |  |  |
|  |                    |                         |                         |               |               |     |   |            |            |            |            |               |     |   |        |        |        |        |        |  |  |
|  |                    |                         |                         |               |               |     |   |            |            |            |            |               |     |   |        |        |        |        |        |  |  |
|  |                    |                         |                         |               |               |     |   |            |            |            |            |               |     |   |        |        |        |        |        |  |  |

#### Quarts de finale
| Club               | Aller | Retour | Club           | Commentaire |
| CSD Comunicaciones | 1-1   | 1-0    | Antigua GFC    |             |
| Xelaju MC          | 0-0   | 2-1    | Cobán Imperial |             |

#### Demi-finales
| Club                    | Aller | Retour | Club               | Commentaire |
| CSD Municipal           | 2-1   | 3-1    | CSD Comunicaciones |             |
| Deportivo Suchitepéquez | 0-1   | 3-2    | Xelaju MC          |             |

#### Finale
| Match aller  | Deportivo Suchitepéquez | 0:1   | CSD Municipal    | Stade Carlos Salazar Hijo |  |
| 22 juin 2005 |                         | (0:0) | 65e Fredy Garcia |                           |  |

| Match retour | CSD Municipal                                                                                 | 4:2   | Deportivo Suchitepéquez                    | Stade Mateo Flores |  |
| 25 juin 2005 | 15e Juan Carlos Plata · 38e Juan Carlos Plata · 57e Juan Carlos Plata · 60e Juan Carlos Plata | (2:0) | 48e Mitchel Brown · 66e (csc) Pablo Melgar |                    |  |

## Bilan du tournoi
| Tournoi de clôture du championnat de football du Guatemala 2005 |                         |
| Champion                                                        | CSD Municipal           |
| Dauphin                                                         | Deportivo Suchitepéquez |
| Coupes et trophées                                              |                         |
| Vainqueur Copa Centenario                                       | CD Jalapa               |
| Qualifications continentales                                    |                         |
| Copa Interclubes UNCAF 2005 (en) (Premier tour)                 | CSD Municipal           |
| Copa Interclubes UNCAF 2005 (en) (Premier tour)                 | CSD Comunicaciones      |
| Copa Interclubes UNCAF 2005 (en) (Premier tour)                 | Deportivo Suchitepéquez |
| Promotions et relégations                                       |                         |
| Promus en Liga Nacional de Guatemala                            | Deportivo Petapa (en)   |
| Relégués en Primera División de Guatemala                       | Aurora FC               |